# Lucapa
Lucapa é uma cidade e município da província da Lunda Norte, em Angola, um dos mais importantes, ricos e populosos norte-lundeses.
O município tem cerca de 85 mil habitantes, e é limitado a norte pelo município de Chitato, a leste pelo município de Cambulo, a sul pelo município de Saurimo, e a oeste pelos municípios de Lubalo e Cuílo. O município do Lucapa situa-se na zona sudeste da província da Lunda Norte entre as cidades do Dundo-Chitato (100 quilómetros) e Saurimo (150 quilómetros).
Lucapa foi capital da Lunda Norte, desde a criação da província, em 1978, até o ano de 1997, quando perdeu o posto para a cidade do Dundo-Chitato, por esta apresentar melhor infraestrutura, situada numa zona potencialmente rica em diamante, na sub-bacia do rio Luachimo.[carece de fontes?]

## Etimologia
Segundo a tradição oral, o nome "Lucapa" resulta de uma fusão do prefixo do nome do rio Luachimo ("lu"), e do sufixo do nome Chicapa ("capa"), formando assim o nome desta localidade.

## Geografia
Situa-se numa zona planáltica com um relevo relativamente plano e um pouco ondulado a uma altitude média de 950 m.

### Clima
Segundo a classificação climática de Köppen-Geiger, o clima predominante no município é o tropical de savana (Aw/As), em zona de transição para o subtropical úmido (Cwa), apresentando uma estação chuvosa durante grande parte do ano com uma precipitação média de 1400 mm, com céu nublado e tempestades durante grande parte do dia. Nas suas manhãs, Lucapa apresenta outros tipos de precipitações como neblina, ou orvalho da madrugada. Sua estação é seca, que vai de maio a agosto.[carece de fontes?]

### Flora e fauna
Apresenta uma fronteira no noroeste da província, com o município do Cuilo, situada perto da Lagoa Carumbo, uma lagoa intacta com uma fauna e flora únicas contendo muitas espécies tais como: palanca-vermelha, chacal-listrado, leão, leopardo, chita, pacaça, cabras-do-mato, javalis e muitos outras espécies. A zona está localizada entre a floresta guineo-congolesa e a savana do Zambeze.[carece de fontes?]

### Subdivisões
O município é constituído pela comuna-sede, correspondente à cidade de Lucapa, e pelas comunas de Camissombo, Capaia e Xa–Cassau.

### Demografia e migração
Há anos que Lucapa vem testemunhando um fluxo constante de migrantes vindos da vizinha República Democrática do Congo. São mineiros que se deslocam para esta região para garimpar diamantes, atraídos pela falta de um mecanismo estrito de controle. O fluxo eleva tensões dos migrantes com as autoridades angolanas, e parte das comunidades locais, que têm procurado atrair investimento comercial privado de larga escala na extracção de diamantes
Em outubro de 2018 o pico dos conflitos resultou em milhares de migrantes expulsos de Lucapa.

## Economia
O perfil econômico do município subdivide-se em duas atividades principais, sendo a extração industrial de minérios e gemas preciosas (com destaque para o diamante, na riquíssima Mina de diamantes Luó), acompanhado também de um número muito grande de garimpeiros e mineradores artesanais.
O município também é grande produtor agrícola de arroz, mandioca, milho, amendoim, batata doce e feijão cutelinho; alguma produção de goiabas e mamões se registra.
A sede municipal também é um dos centros de serviços para a população norte-lundese. Além disso, na sede municipal há relevante massa salarial advinda da manufatura de alimentos, bebidas, roupas, produção agroindustrial e construção civil.